# Liste de jeux Atari Inc. (filiale d'Atari SA)
Ne doit pas être confondu avec Liste de jeux Atari Inc..
La liste de jeux Atari Inc. répertorie les jeux développés et édités par l'entreprise Atari Inc. depuis le début des années 2000.

## Franchises et séries
- Alone in the Dark
- Atari Flashback
- Backyard Sports
- Deer Hunter
- Dragon Ball Z: Budokai
- Dragon Ball Z: Budokai Tenkaichi
- Dragon Ball Z: The Legacy of Goku
- Dragon Ball Z: Supersonic Warriors
- Driver
- RollerCoaster Tycoon
- Test Drive
- Unreal

## Pre-Atari Inc. (Infogrames, MicroProse, GT Interactive)
- Airborne Ranger (1987)
- Akira Psycho Ball (2002)
- Alone in the Dark (1992)
- Alone in the Dark 2 (1993)
- Alone in the Dark 3 (1994)
- Alone in the Dark: The New Nightmare (2001)
- Atari Arcade Hits (1999)
- Blood (1997)
- Blood II: The Chosen (1998)
- Dark Earth (1997)
- Dragon Ball Z: Legendary Super Warriors (2002)
- Driver (1999)
- Driver 2 (2000)
- Independence War: Deluxe Edition (1999)
- Independence War 2: Edge of Chaos (2001)
- Jack in the Dark (1993)
- Outcast (1999)
- Time Gate: Knight's Chase (1996)

## 2002
- Dragon Ball Z: Budokai
- Dragon Ball Z: The Legacy of Goku
- Godzilla: Destroy All Monsters Melee
- Neverwinter Nights
- Stuntman
- Test Drive
- Unreal Championship
- Unreal Tournament 2003
- V-Rally 3

## 2003
- Racing Evoluzione
- Atari: 80 Classic Games in One!
- Deer Hunter
- Deer Hunter 2004
- Deer Hunter: Trophy Collection
- Dragon Ball Z: Budokai 2
- Dragon Ball Z: The Legacy of Goku II
- Enter the Matrix
- From TV Animation - One Piece: Grand Battle!
- Ikaruga
- Kya: Dark Lineage
- Mission: Impossible - Operation Surma
- Pajama Sam: Life Is Rough When You Lose Your Stuff!
- RollerCoaster Tycoon Deluxe
- Le Temple du mal élémentaire
- Terminator 3: Rise of the Machines
- Unreal 2
- Unreal II: eXpanded MultiPlayer
- Wheel of Fortune
- Whiplash
- Yu Yu Hakusho: Spirit Detective

## 2004
- Atari Flashback
- Atari Flashback 2
- Ballance
- Chris Sawyer's Locomotion
- Deer Hunter 2005
- Dragon Ball: Advanced Adventure
- Dragon Ball Z: Budokai 3
- Dragon Ball Z: Buu's Fury
- Dragon Ball Z: Supersonic Warriors
- DRIV3R
- Dungeons and Dragons: Heroes
- Sam Pyjam 2 : Héros Météo
- Godzilla: Save the Earth
- Pajama Sam 2: Thunder and Lightning Aren't so Frightening
- RollerCoaster Tycoon 3
- Shadow Ops: Red Mercury
- Terminator 3: The Redemption
- Test Drive: Eve of Destruction
- Transformers
- Unreal Tournament 2004
- Yu Yu Hakusho: Dark Tournament
- Yu Yu Hakusho: Tournament Tactics

## 2005
- Act of War: Direct Action
- Boiling Point: Road to Hell
- Dragon Ball GT: Transformation
- Dragon Ball Z: Budokai Tenkaichi
- Dragon Ball Z: Sagas
- Dragon Ball Z: Supersonic Warriors 2
- Dungeons & Dragons: Dragonshard
- Fahrenheit
- Kao the Kangaroo Round 2
- The Matrix: Path of Neo
- Shonen Jump's One Piece: Grand Battle
- Retro Atari Classics
- Sniper Elite
- Totally Spies!

## 2006
- Act of War: High Treason
- Crashday
- Desperados 2: Cooper's Revenge
- Dragon Ball Z: Budokai Tenkaichi 2
- Driver: Parallel Lines
- Dungeons and Dragons Online: Stormreach
- LocoMania
- Marc Eckō's Getting Up: Contents Under Pressure
- Mercury Meltdown
- Neverwinter Nights 2
- Pat Sajak's Lucky Letters
- Popeye: Rush for Spinach
- Rollercoaster Tycoon 3 Platinum
- Test Drive Unlimited
- Thrillville (Europe only)
- Totally Spies! 2: Undercover
- Tycoon City: New York

## 2007
- 911: First Responders
- ArmA: Armed Assault
- Bullet Witch
- Dragon Ball Z: Budokai Tenkaichi 3
- Godzilla: Unleashed
- GTR – FIA GT Racing Game
- Hot Pixel
- Neverwinter Nights 2: Mask of the Betrayer
- Pat Sajak's Lucky Letters Deluxe
- The Witcher
- ThreadSpace: Hyperbol

## 2008
- Alone in the Dark
- Battlezone
- Deer Hunter Tournament
- Dragon Ball: Origins
- Dragon Ball Z: Burst Limit
- Dragon Ball Z: Infinite World
- N+
- Neverwinter Nights 2: Storm of Zehir
- Warlords
- What's Cooking? with Jamie Oliver

## 2009
- Champions Online
- The Chronicles of Riddick: Assault on Dark Athena
- Codename: Panzers – Cold War
- EVE Online
- SOS Fantômes, le jeu vidéo
- MagnaCarta 2
- Neverwinter Nights 2: Mysteries of Westgate
- Puzzler World
- Race Pro
- Ready 2 Rumble: Revolution
- Rocky Mountain Trophy Hunter: Interactive Big Game Hunting
- Team Bravo: Weapons and Tactics
- Venetica

## 2010
- Atari Flashback 2+
- Atari Greatest Hits
- Blade Kitten
- Haunted House
- The Kore Gang
- Project Runway
- Star Trek Online
- SBK X: Superbike World Championship

## 2011
- Asteroids: Gunner
- Atari Arcade
- Atari Flashback 3
- Breakout Boost
- Centipede: Infestation
- Dungeons and Dragons: Daggerdale
- Ghostbusters: Sanctum of Slime
- Star Raiders
- Test Drive Unlimited 2
- The Witcher 2: Assassins of Kings
- Yars' Revenge

## 2012
- Asteroids: Gunner+
- Atari Flashback 2
- Atari Outlaw
- Breakout Boost+
- Centipede: Origins
- Circus Atari
- Deer Hunter Online
- Pong World
- RollerCoaster Tycoon 3D
- Test Drive: Ferrari Racing Legends
- Warlords

## 2013
- Baldur's Gate II: Enhanced Edition
- Special Forces: Team X

## 2014
- Haunted House (mobile)
- Haunted House: Cryptic Graves
- Minimum
- RollerCoaster Tycoon 4 Mobile

## 2015
- RollerCoaster Tycoon World
- Alone in the Dark: Illumination

## Futur
- Pridefest
- Them's Fightin' Herds
- Asteroids: Outpost

## Annulés
- Enemy in Sight
- The Witcher: Rise of the White Wolf